# Utku Ateş
Utku Ateş (* 2. April 1990 in Istanbul) ist ein türkischer Schauspieler.

## Leben und Karriere
Ateş wurde am 2. April 1990 in Istanbul geboren. Er absolvierte sein Studium im Fachbereich Kino und Fernsehen an der Bahçeşehir Üniversitesi.  Sein Debüt gab er 2014 in der Fernsehserie Kurt Seyit ve Şura. Anschließend war er 2015 in Çilek Kokusu zu sehen. Von 2016 bis 2017 spielte er in der Serie Poyraz Karayel mit. Außerdem trat Ateş 2017 in Hayat Sırları auf. 2018 wurde er für die Serie Ege'nin Hamsisi gecastet. Unter anderem bekam er 2019 eine Rolle in Erkenci Kuş. Zwischen 2020 und 2021 wirkte er in Gönül Dağı mit. 2022 belegte er in der Serie Hayat Bugün eine der Hauptrollen.

## Filmografie
Filme
- 2014: Pek Yakında

Serien
- 2014: Kurt Seyit ve Şura
- 2015: Çilek Kokusu
- 2016: Aile İşi
- 2016–2017: Poyraz Karayel
- 2017–2018: Hayat Sırları
- 2018: Jet Sosyete
- 2018: Ege'nin Hamsisi
- 2019: Erkenci Kuş
- 2019: Kuzgun
- 2020–2021: Gönül Dağı
- 2021: Cam Tavanlar
- 2022: Hayat Bugün
- 2023: Yasak Elma